# Elisabeth Mara

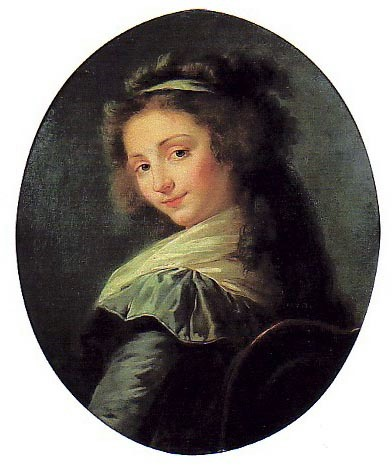
Elisabeth Mara, målning av Elisabeth Vigée-Lebrun.

Gertrude Elisabeth Mara, född Schmeling 23 februari 1749 i Kassel, död 20 januari 1833 i Reval, var en tysk sångerska. 
Mara utbildade sig ursprungligen till violinist, men blev, efter att ha fått sångundervisning hos Pietro Domenico Paradisi i London och Johann Adam Hiller i Leipzig, 1771 engagerad vid Operan i Berlin, där hon ingick äktenskap med cellisten Johann Mara (1744-1808). År 1780 reste hon till Wien, 1782 till Paris och ett par år senare till London, överallt bortskämd av hoven och avgudad av publiken. 
Åren 1788–89 uppträdde Mara i Italien, men återvände 1792 till London och skilde sig 1799 från sin man, som slösade bort hennes enorma inkomster, något som senare ombesörjdes lika skoningslöst av hennes talrika älskare. År 1802 inledde hon resor i Tyskland och Ryssland, där hon vid Moskvas brand miste allt, vad hon ägde, gav sig därefter åter ut på resor och blev slutligen sångpedagog i Reval. Hon uppges ha varit en av sin tids allra främsta sångerskor. Goethe, som var årsbarn med henne, tillägnade henne en dikt i sin ungdom.